# NGC 3420
NGC 3420 is een balkspiraalstelsel in het sterrenbeeld Waterslang. Het hemelobject werd in 1886 ontdekt door de Amerikaanse astronoom Francis Preserved Leavenworth.

## Synoniemen
- MCG -3-28-11
- NPM1G -16.0322
- PGC 32453